# Джордж Мюллер (інженер)
Джордж Едвін Мю́ллер (/ˈmɪlər/; 16 липня 1918 — 12 жовтня 2015) — американський інженер-електрик, який був помічником адміністратора в НАСА, очолював Управління пілотованих космічних польотів з вересня 1963 по грудень 1969 року. Його прославляли як одного з «найгеніальніших і безстрашних менеджерів» НАСА, він відіграв важливу роль у запровадженні філософії комплексного випробування ракети-носія «Сатурн V», яка забезпечила успіх програми «Аполлон» у висадці людини на Місяць і безпечному поверненні її на Землю до кінця 1969 року. Мюллер також відіграв ключову роль у розробці «Скайлеб» і підтримував розробку космічного шатла, за що отримав прізвисько «батько космічного шатла».
Мюллер був головою та головним архітектором автомобілів нині неіснуючої Kistler Aerospace Corp.

## Інтернет-ресурси
- Interview with George Mueller for NOVA series: To the Moon WGBH Educational Foundation, raw footage, 1998
- George Edwin Mueller
- George Mueller interview NASM Oral History Project